# Porsha
Porsha è un sottodistretto (upazila) del Bangladesh situato nel distretto di Naogaon, divisione di Rajshahi. Si estende su una superficie di 252,83 km² e conta una popolazione di 132.095  abitanti (censimento 2011).